# Outlaws: The Legend of O.B. Taggart
Outlaws: The Legend of O.B. Taggart è un film del 1994 diretto da Rupert Hitzig con Ned Beatty e Ernest Borgnine.

## Produzione
Il film, diretto da Rupert Hitzig su una sceneggiatura di Mickey Rooney, fu prodotto da Charles Lund e Kevin Pawley e girato nel Bonanza Creek Ranch a Santa Fe e a Tesuque Pueblo nel Nuovo Messico.

## Distribuzione
Il film fu distribuito negli Stati Uniti nel 1994 al cinema dalla Hannover House. È stato distribuito anche in Svezia con il titolo Legenden om O.B. Taggart.